# Ministerio de Trabajo y Previsión Social (Guatemala)
El Ministerio de Trabajo y Previsión Social de la República de Guatemala (MINTRAB), es la institución estatal encargada de velar y promover el cumplimiento eficiente y eficaz de la legislación, políticas y programas relativos al trabajo y la previsión social, en beneficio de la sociedad y busca ser un Ministerio que promueva la cultura de respeto a la legislación laboral y el bienestar de la sociedad.

## Funciones
Además de las que le asigna la Constitución Política de la República de Guatemala y otras leyes, el Ministerio de Trabajo y Previsión Social, tiene asignadas las funciones ejecutivas siguientes:
1. Ocupacional del país Es el encargado de definir el salario mínimo vigente en el país.
2. Promover y armonizar las relaciones laborales entre los empleados y los trabajadores, prevenir los conflictos laborales e intervenir, de conformidad con la ley, en la solución extrajudicial de estos, y propiciar el arbitraje como mecanismo de solución de conflictos laborales, todo ello, de conformidad con la ley.
3. Estudiar, discutir, y si fuere de beneficio para el país, recomendar la ratificación y velar por el conocimiento y la aplicación de los convenios internacionales de trabajo.
4. Aprobar los estatutos, reconocer la personalidad jurídica e inscribir a las organizaciones sindicales y asociaciones solidarias de los trabajadores no estatales y administrar lo relativo al ejercicio de sus derechos laborales.
5. En coordinación con el Ministerio de Relaciones Exteriores, representar al Estado en los organismos internacionales relacionados con asuntos de su competencia y en los procesos de negociación de convenios internacionales sobre el trabajo, así como velar por la aplicación de los que estuvieren vigentes.
6. Administrar, descentralizadamente, sistemas de información actualizada sobre migración, oferta y demanda en el mercado laboral, para diseñar mecanismos que faciliten la movilidad e inserción de la fuerza laboral en el mercado de trabajo.
7. Velar por el cumplimiento de la legislación laboral en relación con la mujer, el niño y otros grupos vulnerables de trabajadores.
8. Diseñar la política correspondiente a la capacitación técnica y profesional de los trabajadores. La ejecución de los programas de capacitación será competencia de los órganos privados y oficiales correspondientes.
9. Formular y velar por la ejecución de la política de previsión social, propiciando el mejoramiento de los sistemas de previsión social y prevención de accidentes de trabajo.

## Organización
El Ministerio de Trabajo y Previsión Social se organiza de la siguiente manera:
- Ministro de Trabajo y Previsión Social.

El Ministro de Trabajo y Previsión Social es miembro del Gabinete del Gobierno de la República. Su labor esencial la constituye la planificación, orientación, dirección y ejecución de la política laboral del país, con la colaboración de los distintos servicios y funcionarios de la rama administrativa de trabajo. Es la autoridad superior del Ministerio, ejerce jurisdicción en toda la República y desempeña funciones permanentes sobre las dependencias, oficinas, funcionarios y empleados.
- Viceministro de Trabajo y Previsión Social I (Aspectos Laborales).

DISPOSICIONES LEGALES QUE LE RIGEN:
Constitución Política de la República, Código de Trabajo y Reglamento Orgánico Interno.
- Viceministro de Trabajo y Previsión Social II (Aspectos Administrativos Financieros).

DISPOSICIONES LEGALES QUE LE RIGEN:
Constitución Política de la República, Código de Trabajo y Reglamento Orgánico Interno.
- Viceministro de Trabajo y Previsión Social III (Aspectos de Previsión Social).

DISPOSICIONES LEGALES QUE LE RIGEN:
Constitución Política de la República, Código de Trabajo y Reglamento Orgánico Interno.
Contenido extraído del sitio web: https://www.mintrabajo.gob.gt/index.php/nosotros/viceministra-de-prevision-social-y-empleo